# La agonía del difunto
La agonía del difunto es una película colombiana de 1982 dirigida por el chileno Dunav Kuzmanich. El filme fue producido por Carlos F. Turriago y Alfonso Suárez Nitola con FOCINE y Producciones T y S. Está basada en la obra del mismo nombre, de Esteban Navajas.  Fue protagonizada por Julio Alemán con Raquel Bardisa, Hernando Casanova e Hilda Cibar.
Fue estrenada en el marco del 22° Festival Internacional de Cine de Cartagena. Ganó una Catalina de oro a Mejor fotografía, dos premios FOCINE, por mejor fotografía y mejor montaje.  Además, recibió una mención especial en el Festival Internacional de Cine de Salónica (Grecia).
Fue una de las películas que no entró al compilado Dunav Kuzmanich: El director chileno en el cine Colombiano, lanzado en 2014 por IDARTES y la Fundación Patrimonio Fílmico debido a que los negativos del filme se encuentran perdidos.

## Sinopsis
Agustino Landazábal (Julio Alemán), poderoso hacendado, finge su muerte para frenar a los miles de campesinos que huyendo de la inundación en las tierras bajas, invaden sus predios. El velorio transcurre con mucho licor y con remembranzas sobre el difunto.